# Wacław Sierakowski (1788–1839)
Wacław Sierakowski herbu Dołęga (ur. 1788 w Kamieńcu Podolskim, zm. 1839 w Płocku) – polski dowódca wojskowy, generał brygady powstania listopadowego.
Służbę wojskową rozpoczął w roku 1809 w 15 pułku jazdy armii Księstwa Warszawskiego. Jako adiutant polowy gen. Izydora Krasińskiego walczył w kampanii moskiewskiej 1812-1813 i saskiej. Ranny w bitwie pod Lipskiem dostał się do niewoli rosyjskiej.
Uwolniony w 1814 w stopniu majora wszedł do armii Królestwa Polskiego. Wkrótce szef sztabu 2 Dywizji Piechoty. Od 1819 dowódca 2 pułku piechoty. Pułkownik z 1820. Skazany sądownie za nadużycia finansowe. Ułaskawiony przez księcia Konstantego i w 1824 zdymisjonowany.
Po wybuchu powstania listopadowego zgłosił się do służby. Szef sztabu prawego brzegu Wisły. Jako dowódca 17 pułku piechoty walczył w licznych bitwach. Szef sztabu gen. Henryka Dembińskiego podczas jego wyprawy na Litwę.
Generał z sierpnia 1831 na stanowisku dowódcy Brygady Piechoty. Potem przez 2 dni gubernator Warszawy walczącej przeciwko armii feldmarszałka Iwana Paskiewicza.
Po kapitulacji podał się do dymisji. Represjonowany nie był. Mieszkał w okolicach Lipna.
Zmarł i pochowany w Płocku.
Odznaczony w 1812 Krzyżem Złotym Orderu Virtuti Militari oraz francuskim Krzyżem Kawalerskim Orderu Legii Honorowej, w 1813 Krzyżem Kawalerskim Orderu Virtuti Militari, a w 1814 neapolitańskim Krzyżem Kawalerskim Orderu Obojga Sycylii.
Był członkiem loży wolnomularskiej Bracia Zjednoczeni w pierwszym stopniu rytu („uczeń”) w 1820 roku.